# Egreš
Egreš (ungarisch Szécsegres – bis 1902 Egres) ist eine Gemeinde in der Südostslowakei. Sie liegt im Ostslowakischen Tiefland am Fluss Chlmec und ist etwa 10 Kilometer westlich der Stadt Trebišov gelegen.
Der Ort entstand vermutlich schon im 11. Jahrhundert, wurde aber erst 1398 schriftlich erwähnt. Bis 1918 gehörte sie als Teil des Königreichs Ungarn zum Komitat Semplin. Danach kam der Ort zur neu entstandenen Tschechoslowakei und ist seit 1993 ein Teil der heutigen Slowakei.
Die Breitspurstrecke Uschhorod–Košice verläuft nördlich des Ortes in einer Schleife um ihn herum.
Im Ort leben ca. 400 Einwohner, davon sind 74 % Slowaken und 24 % Roma (2001).

## Bevölkerung
| Jahr                | 1994 | 2004    | 2014    | 2024    |
| ------------------- | ---- | ------- | ------- | ------- |
| Anzahl der Personen | 416  | 435     | 478     | 479     |
| Unterschied         |      | +4,56 % | +9,88 % | +0,20 % |

| Jahr                | 2023 | 2024    |
| ------------------- | ---- | ------- |
| Anzahl der Personen | 466  | 479     |
| Unterschied         |      | +2,78 % |